# アルフォンス・チャミ
アルフォンス・チャミ（Alphonse Marie Tchami Djomaha、1971年9月14日 - ）は、カメルーンの元サッカー選手。元カメルーン代表。ポジションはフォワード。

## 来歴
1991年にカメルーン代表デビュー。1994 FIFAワールドカップ、1998 FIFAワールドカップにも出場した。カメルーン代表で通算40試合に出場、13得点をあげた。

## 代表歴

### 出場大会
- カメルーン代表
  - 1994 FIFAワールドカップ
  - 1998 FIFAワールドカップ

### 試合数
- 国際Aマッチ 40試合 13得点（1991年-1998年）[1]

| カメルーン代表 | 国際Aマッチ | 国際Aマッチ |
| 年             | 出場        | 得点        |
| -------------- | ----------- | ----------- |
| 1991           | 1           | 0           |
| 1992           | 1           | 1           |
| 1993           | 8           | 4           |
| 1994           | 5           | 0           |
| 1995           | 3           | 0           |
| 1996           | 5           | 4           |
| 1997           | 5           | 0           |
| 1998           | 12          | 4           |
| 通算           | 40          | 13          |